# Prohászka Ottokár Orsolyita Gimnázium, Általános Iskola és Óvoda
A Prohászka Ottokár Orsolyita Gimnázium, Általános Iskola és Óvoda oktatási intézmény Győrben. Nevét Prohászka Ottokár magyar római katolikus pap, egyházi író, kétszeres, filozófiai és teológiai doktor, politikus, egyetemi tanár, a Magyar Tudományos Akadémia rendes tagja, egykori országgyűlési képviselő emlékére kapta, aki 1905-től haláláig Székesfehérvár tizenötödik megyéspüspöke volt.

## Története
A Szent Orsolya Rend az 1930-as években már több mint 200 éve végezte oktatói és nevelői szolgálatát Győrben, amikor a rend nővéreiben megfogalmazódott a szándék, hogy új iskolaépületet építsenek.
A Szent Orsolya Rend Nőipari Iskolája – amely a Bástya utcai épületrészben működött – a szükségesnél szűkebb hely miatt az adott kor modern pedagógiai feltételeinek már nem felelt meg, ezért építették fel az új iskolaépületet, amely a megépülésekor Győr egyik legkorszerűbben felszerelt iskolaépületének számított. Az új épület három iskolatípusnak is otthont adott: a leánylíceumnak és tanítóképzőnek a második emeleten; emellett a nőipari iskolának, később az ipari leányközépiskolának az első emeleten, továbbá a felső háztartási tanfolyamnak a földszinten. Az iskolaépület a Mosoni-Duna partján áll, és három utca határolja.
Az új iskolaépület felépítése 1939 nyarán kezdődött meg, az alapkőletétel pedig szeptember 24-én volt, amelynek során ünnepélyes keretek között helyezték el az alapkövet az iskolaépület főbejáratának falába. Ragats Rezső püspöki helynök áldotta meg az alapkövet és a benne lévő okmányt. Győr városa az építkezés költségeihez 60 000 pengő összegű támogatással járult hozzá, emellett a Mosoni-Duna partján 264 négyszögöl nagyságú földterületet biztosított az iskolaépület felépítéséhez. A város és a magánadományozók mellett a tanintézet akkori névadójának, Hóman Ottó klasszika-filológusnak a fia, Hóman Bálint magyar királyi vallás- és közoktatásügyi miniszter 150 000 pengő összegű államsegéllyel, Conrad Otto, a pesti Magyar Kereskedelmi Bank ügyvezető igazgatója pedig 100 000 pengőnyi kölcsönnel járult hozzá az új iskolaépület felépítéséhez. Emellett a Győri Első Takarékpénztár 60 000 pengő összegű kölcsönt biztosított kedvező feltételek mellett az építkezés költségeinek finanszírozásához. A Szent Orsolya Rend nővéreinek mintegy 40 000 pengőnyi készpénzadományt sikerült összegyűjteniük az építkezés támogatásához, amelyet szintén az új iskolaépület felépítésre fordítottak. Az új iskolaépületet Megyer-Meyer Attila építész-tanár tervezte, míg a statikus mérnöki feladatokat Barcsay János végezte el. Az építkezés munkálatait Marschall Béla magyar királyi kormányfőtanácsos vezette. Az épület berendezésének költségét 20 000 és 60 000 pengő közé becsülték, amely az iskola hajdani növendékeinek, valamint más adakozók adományaiból sikerült összegyűjteni. Az iskola akkor a Szent Orsolya Rend dr. Hóman Ottó Tanintézet nevet vette fel. Az újonnan megépült iskolaépületben 1940. szeptember 13-án kezdődött meg a tanítás.
Az ipari lányközépiskola igazgatónője 1938-tól Eőry M. Kamilla OSU volt. A líceum és tanítóképző intézet igazgatónője pedig Magasi M. Franciska OSU (1938-1940) volt, majd Schler M. Kunigunda OSU (1941-1945), ezt követően pedig újra Magasi M. Franciska OSU (1945-1948).
Az újonnan felépült iskolaépületet 1941. február 1-jén Ragats János pápóci prépost szentelte fel, a tanintézet kápolnáját pedig 1941. szeptember 14-én Beresztóczy Miklós pápai kamarás szentelte fel. A nőipari iskola az 1941/42-es tanévben fokozatosan átalakult ipari leányközépiskolává. 1942. április 22-én áldották meg az iskola előcsarnokában a felállított, Szent Józsefet ábrázoló szobrot, amely G. Fekete Géza szobrászművész alkotása. A szobrot Ragats János pápai prelátus, püspöki helynök adományozta a tanintézetnek.
1944. március 22-én az iskola épületét teljes egészében lefoglalta a Magyarországot megszálló német hadsereg. Az épületben ideiglenesen hadikórházat rendeztek be. A tanítást ezután ideiglenesen szüneteltették. A német hadsereg március 28-án elhagyta az épületet. A tanítás a közelgő háborús front miatt március 31-én miniszteri rendeletre az összes magyarországi iskolában, így az orsolyitáknál is befejeződött. A háború pusztításai az orsolyita tanintézetet sem kímélte, ugyanis az iskola kápolnája megsérült.
A tanítás a háború után újraindult, és egészen 1948-ig folytatódott. Ekkor az orsolyita tanintézetet – a magyarországi egyházi fenntartású iskolák szinte mindegyikével együtt – államosította a kommunista hatalom. Az államosítást követően – 1949-től egészen 2003-ig – a tanintézetben a Rejtő Sándor Textilipari Szakközépiskola működött. 1950-től az iskola kápolnáját könyvtárként, később pedig raktárként használták, emellett az oszlopokat fehérre meszelték.
A második emeleti lépcsőfordulóban egy nagy méretű freskó látható, amely Szent Angéla életének néhány jelenetét ábrázolja. A falfestményt Megyer-Meyer Antal képzőművészeti főiskolai tanár festette. Ezt a freskót 1948 után Párkányi J. Károly, a Rejtő Iskola akkori igazgatója letakarta egy vászonnal, amellyel sikerült megmentenie a pusztulástól. A rendszerváltás után az akkori igazgató, Bandi István restauráltatta a freskót.
A tanintézet 2003-ban újra egyházi fenntartásba került, és azóta Prohászka Ottokár Orsolyita Gimnázium, Általános Iskola és Óvoda néven működik. A földszinten az óvoda kapott helyet, míg az első és második emeleten a hat- és négyévfolyamos gimnáziumi képzés folyik. 2010-ben helyreállították a tanintézet régi kápolnáját, amelynek restaurálási munkálatait Pfilf Éva festőművész végezte, míg a kápolna oltárképe Udvardy Erzsébet festőművész alkotása. 2020-ban megkezdődött az iskola épületének teljes körű felújítása.
Az intézmény a 2020/2021-es tanévben megemlékezett az – akkori nevén Szent Orsolya Rend dr. Hóman Ottó Tanintézetnek nevezett – iskola fennállásának és felszentelésének 80. évfordulójáról.
2025 januárjában Győr megyéspüspöke, Veres András újraszentelte a tanintézet kápolnáját.

## Oktatás

### Képzési típusok
- Óvoda
- Általános iskola (1–8. évfolyam)
- Gimnázium
  - Négyévfolyamos gimnáziumi osztályok (9–12. évfolyam)
    - Angol–német idegen nyelvi tagozat
    - Általános gimnáziumi tagozat

  - Hatévfolyamos gimnáziumi osztályok (7–12. évfolyam)
    - Angol-német idegen nyelvi képzés[3]

### A felvételi rendje
A gimnáziumi osztályokba azok indulása előtt (a hat évfolyamos gimnáziumi képzéshez hatodik osztályosok tanulóknak, míg a négy évfolyamos gimnáziumi képzésekhez nyolcadik osztályos tanulóknak) a rendes felvételi eljárás keretében szerveznek felvételi vizsgát. 